# Hendrick Münnichhoven
Hendrick Münnichhoven (även Hendrik Munnichhoven, Munnekus, Munnikus och Monnickes), troligen född i Utrecht, död i augusti 1664 i Stockholm, var en nederländsk målare verksam i Sverige från 1650.
Han anställdes 1650 av drottning Kristina och arbetade som porträttmålare för drottningen och den svenska aristokratin. Hans mest kända målning är dubbelporträttet av hans främste uppdragsgivare, Magnus Gabriel De la Gardie och dennes hustru Maria Eufrosyne av Pfalz, som han målade 1653. Han har på uppdrag målat flera porträtt bland annat av Johan Silfverstierna. Men han var huvudsakligen verksam som kopist av andra konstnärers verk, en av hans kopior av David Becks målning av Magnus Gabriel De la Gardie finns utställd på Gripsholms slott.

## Biografi
Under namnet Munnekus och andra kortformer av sitt namn är han känd genom handlingar i nederländska arkiv. Han blev mästare i Utrecht målargille, Lukasgillen (Utrecht Lukasgille) 1633, och dess dekan 1643. Samma år som han flyttade till Haag omnämns som hovmålare hos ståthållaren prins Fredrik Henrik 1643. Hendrick Münnichhoven anställdes av Magnus Gabriel De la Gardie under dennes tid som general i Prag 1648. Han lämnade då Holland 1648 för en tjänst hos Magnus Gabriel De la Gardie i Prag, han kom att följa med De la Gardie till Leipzig, Riga och Stockholm under åren fram till 1650. Han anlände till Stockholm i  juli 1650. I Sverige blev han hovmålare hos drottning Kristina med en årslön lika hög som David Beck. Under dessa år utförde han ett flertal porträtt av De la Gardie och hans släktingar. Vid drottning Kristinas abdikation 1654 övergick han i Karl X Gustavs tjänst och porträtterade under de följande åren kungen och drottning Hedvig Eleonora. Han dog utfattig i Stockholm 1664.

## Uppdrag att utföra kopior efter andra konstnärers verk
I Stockholm övergick Münnichhoven till drottning Kristinas hovstat och han blev sysselsatt med att utföra kopior efter David Beck och Sébastien Bourdon. I första hand utförde han porträttbeställningar, men också skildringar med religiösa och mytologiska ämnen. Av hans hand kan det inte påvisas någon signerad målning. På stilkritiska och arkivaliska grunder har dock ett verk kunnat rekonstrueras.
Han flyttade omkring 1660 till Riga, men vistelsen där blev kortvarig och han återvände till Stockholm. När han avled 1664 övertog hans äldre syster Barbara Swever hans målarverkstad.

## Kända målningar

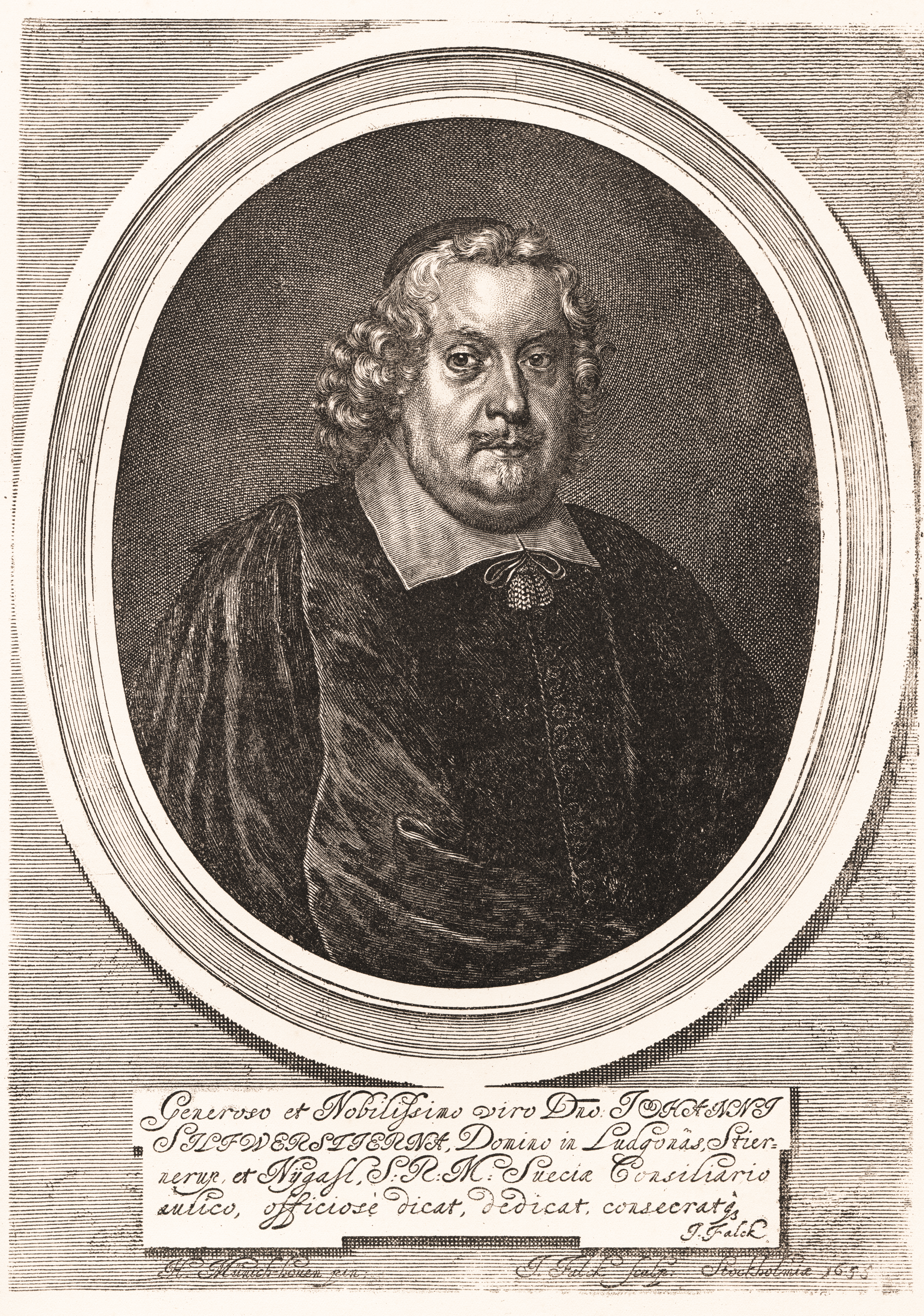
Johan Silfverstierna (1604-1660), häradshövding och ämbetsman, på ett kopparstick av Jeremias Falck (cirka 1640) efter en målning av Hendrick Münnichhoven.

Bland hans kända målningar fanns en Venusbild som målades för prins Fredrik Henriks räkning samt en stor påbörjad gruppbild av Haags skyttegille som såldes på auktion 1648. Trots att hans holländska produktion till stor del är förlorad räknades han som en relativt framstående målare.
Av hans svenska produktion utförde han bland annat tre större skilderier för De la Gardie, en målning av Herkules, Venus och Cupido, en med Venus i helfigur och en med Mars på en trumma. Även dessa verk har genom åren gått förlorade. Münnichhoven behärskade den mytologiska ämnesfloran, vilket ett inventarium för Magnus Gabriel De la Gardie 1652 visar.  I Utrecht förekom inriktningen med mytologiska ämnen av italianiserande karaktär flitigt och därav kan motivvalet sammanställas. Münnichhoven utförde för drottning Kristina liknande motiv, vidare upptar räkenskaperna en bild som visar Maria och barnet på flykten till Egypten. Av dessa målningar finns ingen bevarad.
Det finns däremot en rad bevarade porträtt av Münnichhovens egen hand samt kopior av andras verk. Münnichhoven har utfört förlagan till Jeremias Falcks graverade porträtt av Karl X Gustav (1654). Han målade ett porträtt av Maria Eufrosynes syster Eleonora Katarina av Pfalz, vilket original nu är förlorat, porträtt av Magnus Gabriel De la Gardies syster Maria Sofia De la Gardie (1653) och porträtt av den unga Beata Elisabet von Königsmarck (omkring 1654). Han målade även porträtt av fyra medlemmar av ätten Silfverstierna, förvarade i Ludgo kyrka i Södermanland.

## Dubbelporträttet av Magnus Gabriel De la Gardie och hans hustru Maria Eufrosyne, 1653

Magnus Gabriel De la Gardie med makan Maria Eufrosyne. Målning av Hendrick Münnichhoven från 1653. Oljefärg på duk, 219 x 201 cm. Gripsholms slott.

Bland hans egna verk räknas det stora dubbelporträttet av De la Gardie och Maria Eufrosyne av Pfalz-Zweibrücken till de främsta. 
Porträttet av Magnus Gabriel De la Gardie och hans havande hustru Maria Eufrosyne målades 1652 och blev färdigt våren 1653, samma år som den trettiosjuårige greven utnämndes till riksskattmästare. Hans hustru Maria Eufrosyne grevinna av Pfalz och prinsessa av Sverige, och hon var dotter till Johan Kasimir av Pfalz-Zweibrücken och Katarina av Sverige, syster till blivande Karl X Gustav. Målningen av man och hustru hand i hand var ovanlig och kan ses som bilden av det första paret i ett kommande släktled. Dubbelporträttet försvann snart ur makarnas samling eftersom det väntade barnet dog strax efter födseln. Maria Eufrosyne håller i sin ena hand på porträttet en bönskida, som  med sina många bönor syftar på fruktsamhet och havandeskap. Över hennes utbuktande mage, som tydligt visar att furstinnan är havande, är den mogna baljväxen placerad. På porträttet innehåller urnan till vänster aklejor, en växt som symboliserar erotik och fruktsamhet. Aklejan är också sinnebild för ödmjukhet. Konstnären har markerat hennes fina börd genom att placera henne ett trappsteg högre än maken. Maria Eufrosyne var kusin till drottning Kristina och syster till Karl X Gustav. Hunden betyder äktenskaplig trohet. Det var en vanlig symbol i porträtt av gifta kvinnor.

## Representerad
Münnichhoven är representerad vid Nordiska museet och Nationalmuseum, Gripsholms slott och Skoklosters slott.

## Galleri

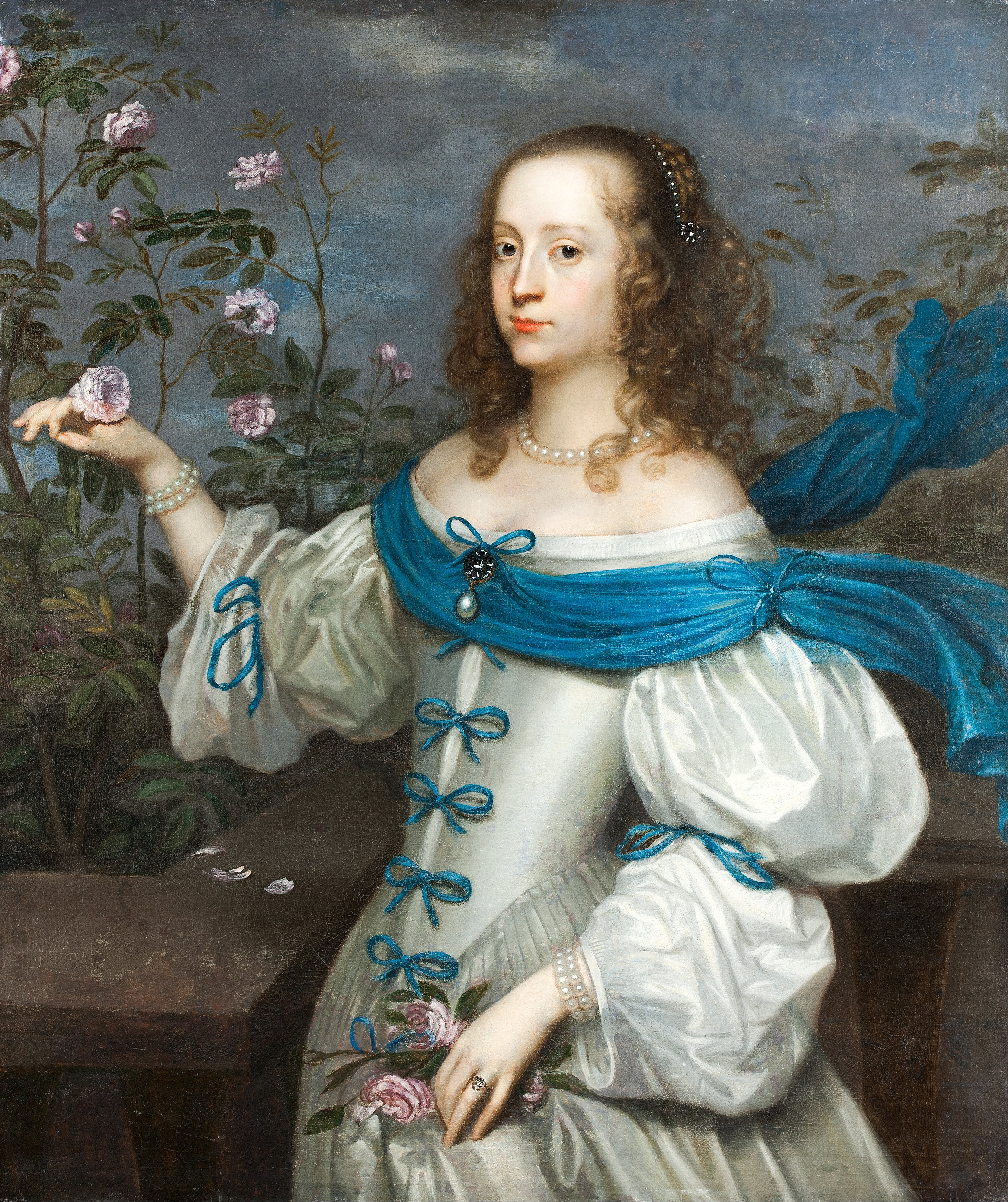
Porträtt av Beata Elisabet von Königsmarck (1637-1723), cirka 1654. Skokloster.
Porträtt av Ebba Brahe (1596-1674). Nationalmuseum.
Porträtt av drottning Maria Eleonora av Brandenburg (1599-1655). Gripsholms slott.
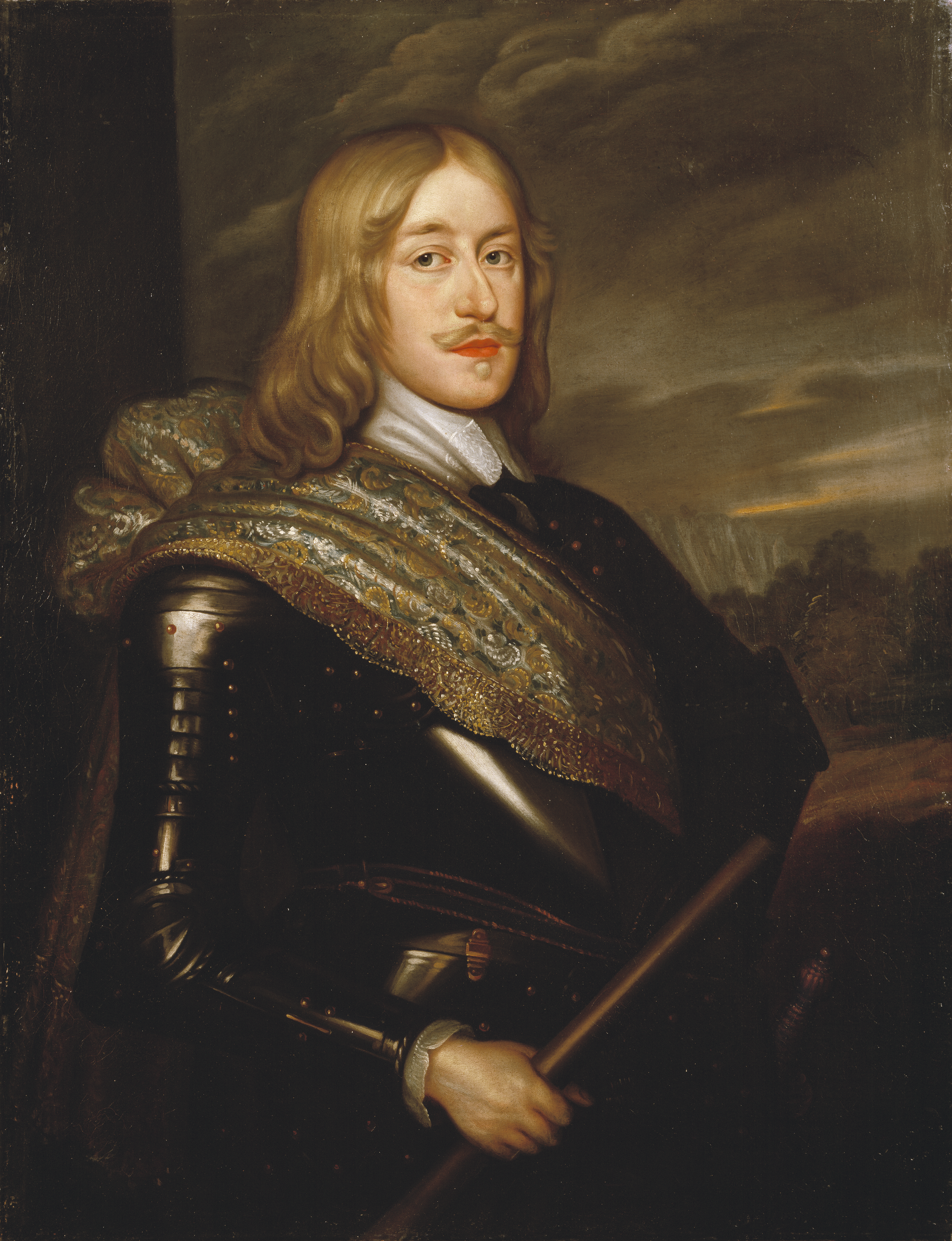
Porträtt av Magnus Gabriel De la Gardie (1622-1686) efter en målning av David Beck. Gripsholms slott.
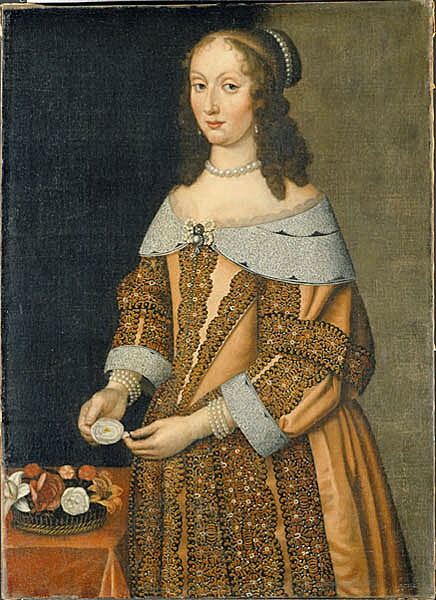
Porträtt av Maria Eufrosyne av Pfalz (1625-1687), grevinna av Pfalz och prinsessa av Sverige. Nationalmuseum.
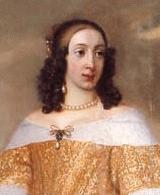
Porträtt av Maria Eufrosyne av Pfalz (1625-1687), grevinna av Pfalz och prinsessa av Sverige. Gripsholms slott.
Porträtt av okänd äldre dam. Gripsholms slott.
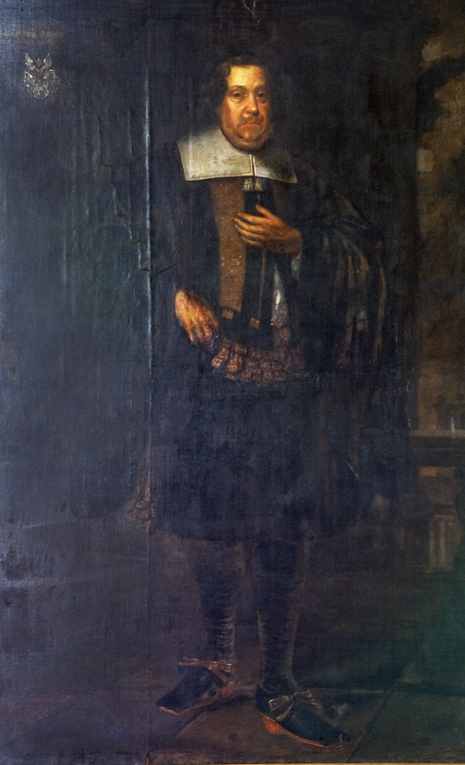
Porträtt av häradshövdingen och ämbetsmannen Johan Silfverstierna (1604-1660), målat 1656, hänger nu i Ludgo kyrka i Södermanland.
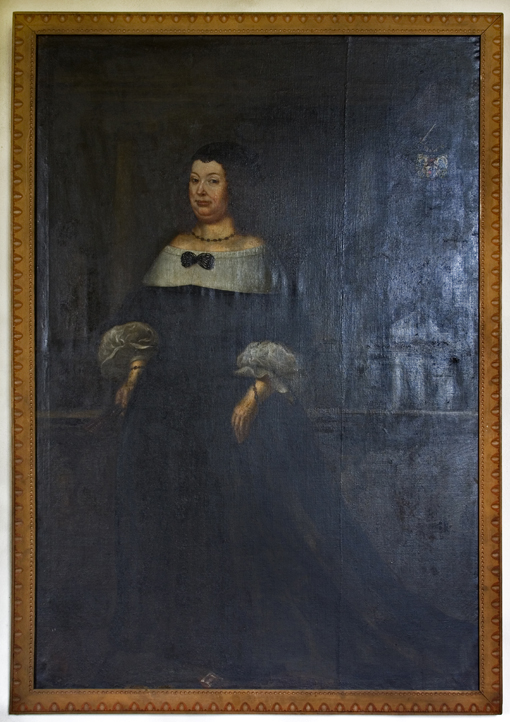
Katarina Elisabeth Eriksdotter Stormhatt (1606-1660), gift med Johan Silfverstierna, porträtt målat 1656, hänger nu i Ludgo kyrka, Södermanland.
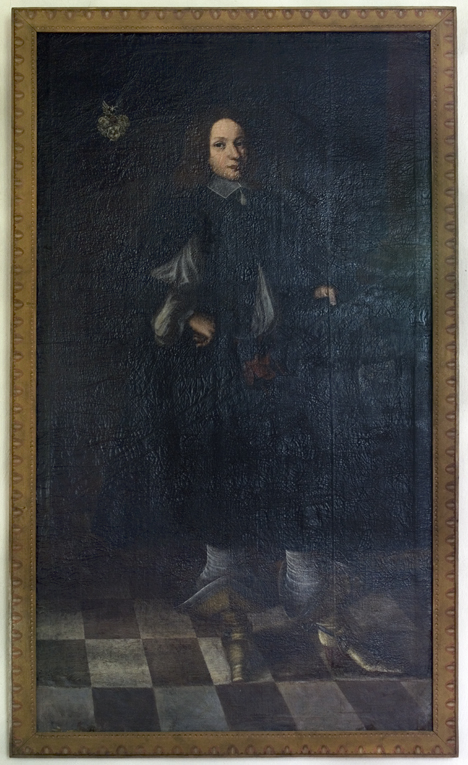
Gustaf Silfverstierna (1634-1651), son till Johan Silfverstierna, porträttet målat postumt 1661, hänger nu i Ludgo kyrka, Södermanland.
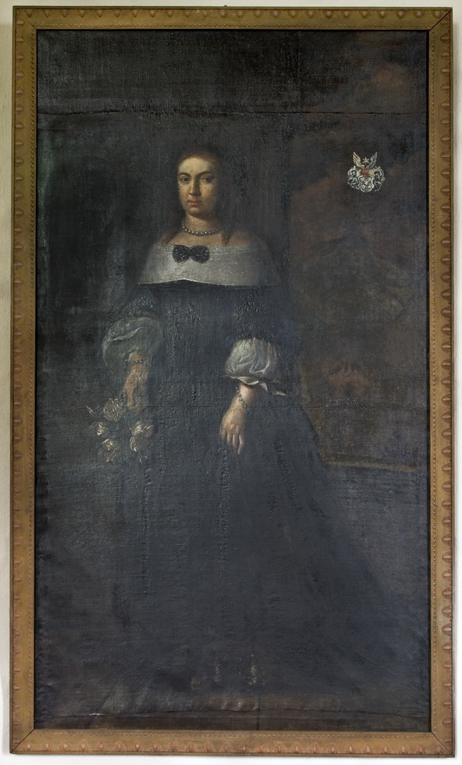
Katarina eller Helena Silfverstierna, gåda döttrar till Johan Silfverstierna, porträttet målat 1661, hänger nu i Ludgo kyrka, Södermanland.
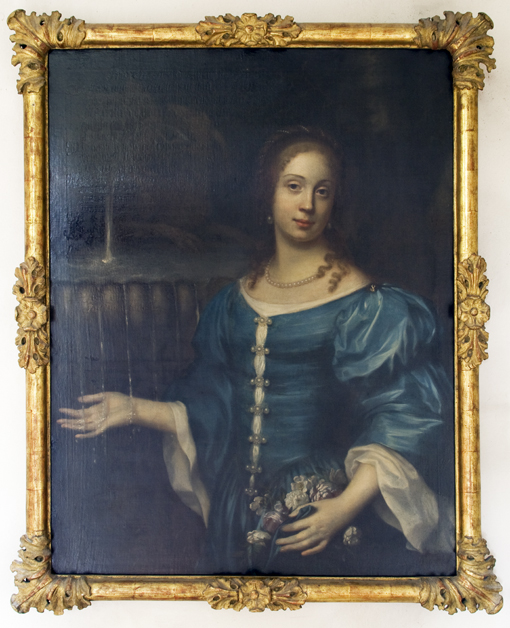
Anna Maria Silfverstierna (1643-1697), dotter Johan Silfverstierna, porträttet målat på 1660-talet, hänger nu i Ludgo kyrka, Södermanland.

## Fotnoter
1. ↑  Märta Holkers, Den svenska målarkonstens historia, Bonnier Fakta, 2016, sidan 55. ISBN 978-91-7424-605-6
2. 1 2 3  Allan Ellenius, Svenskt biografiskt lexikon, Riksarkivet, Henrik Münnichhoven.
3. ↑  Märta Holkers, Den svenska målarkonstens historia, Bonnier Fakta, 2016, sidorna 56-57. ISBN 978-91-7424-605-6
4. ↑  Nordiska museet
5. ↑  Nationalmuseum